# Magliano (motorfiets)
Magliano is een historisch motorfietsmerk.
De gebroeders Mario en Luigi Magliano maakten in 1949 in hun vaders werkplaats in Rome een lichte motorfiets, die nog in hetzelfde jaar acht wereldrecords over de vliegende kilometer in de 75- en 100 cc klasse veroverde. De machine had een 74 cc eencilinder DOHC viertaktmotor met twee kleppen. 